# Đặng Đức Thuật

Tượng Đặng Đức Thuật tại Văn Miếu Trấn Biên - Đồng Nai

Đặng Đức Thuật là danh thần, tự Cửu Tư, ông thông sử học, được học giả đương thời xưng tặng là "Đặng gia sử phái". Ông quê ở Bình Thuận, còn có tên khác là Cửu Tư.
Khi Tây Sơn dấy binh, ông cất nhà tại Phước Sơn, thuộc tỉnh Bình Thuận ở ẩn.
Năm Mậu Thân 1788, ông vào Gia Định với Lê Đạt, gặp Nguyễn Ánh, được dùng làm gián nghị, thị giảng Viện Hàn lâm.
Tính ông cương trực, một khi can gián mà chúa Nguyễn không nghe, ông nói: "Lời nói không công hiệu, thế thì gián nghị nỗi gì". Bèn bỏ ra đi, chúa Nguyễn phải cho người theo triệu hồi, ông mới trở lại phục vụ.
Sau, ông mất trong quân, được truy tặng Thượng thư, Thị giảng học sĩ.